# Ferran d'Aragó (abat de Mont Aragón)
Ferran d'Aragó (1190 - 1 de juliol del 1248), tercer fill del rei Alfons II d'Aragó, fou abat de Mont Aragón. Més inclinat a la vida secular que a la religiosa, participà en diverses campanyes militars. Després de la mort del seu germà el rei Pere II d'Aragó a la batalla de Muret, aspirà a convertir-se en rei de la Corona d'Aragó oposant-se a Jaume I d'Aragó.

## Orígens familiars
Era el tercer fill del rei Alfons II d'Aragó i de Sança de Castella i de Polònia. Per tant, era germà del rei Pere II d'Aragó.

## Biografia
El 1201 la seva mare l'oferí al Monestir de Poblet en compliment d'un vot. El 1205 fou nomenat abat de Mont Aragón, i de seguida s'inicià un conflicte amb el bisbe d'Osca per defensar els privilegis del monestir. El conflicte finalitzà amb la intervenció del seu germà, el rei Pere II d'Aragó, qui atorgà un privilegi a l'abadia de Mont Aragón. Més inclinat a la vida secular que a la religiosa, prengué part en diverses campanyes militars. Va luitar a la batalla de Las Navas de Tolosa comandant la Host del comtat de Roselló.
A la mort del seu germà el rei Pere II d'Aragó a la batalla de Muret disputà la procuradoria general (regent) de la Corona d'Aragó al seu oncle Sanç d'Aragó. Posterirment aspirà a ser rei de la Corona d'Aragó fonamentant-se en la nul·litat del matrimoni entre el seu germà Pere II d'Aragó i Maria de Montpeller, fet que deslegitimaria a Jaume I d'Aragó per esdevenir rei. Amb aquest objectiu el 1214 se secularitzà i deixà de titular-se abat, encara que retení el control de l'Abadia de Mont Aragón amb el títol de "servus, minister et rectus". Liderà la segona revolta nobiliària contra Jaume I d'Aragó, en què Jaume I arribà a estar pres a Saragossa.
Després de la Concòrdia d'Alcalà del 1227 que determinà l'hegemonia de la monarquia sobre la noblesa i consolidà el regnat de Jaume I, serví al rei en les diverses campanyes que aquest emprengué. Així, participà en el setge de Borriana, la conquesta de València, i el 1244 estava lluitant al setge de Xàtiva. Morí l'1 de juliol del 1248 i fou enterrat a la cripta de l'Abadia de Mont Aragón.

## Sepulcre
Fou enterrat a la cripta de l'Abadia de Mont Aragón i el seu sepulcre estava coronat per una figura en alabastre de l'Infant Ferran d'Aragó amb els hàbits d'abat. La segona desamortització i l'exclaustració de l'abadia es produí el 1835. No fou fins al 1844 que les restes de l'Infant Ferran d'Aragó foren traslladades a l'església San Vicente el Real d'Osca; posteriorment fou traslladat a capella de San Batrtolomé del claustre de San Pedro el Viejo. El sarcòfag restà però a Abadia de Mont Aragón i fou totalment arrasat pels anarquistes l'any 1936.